# Arrowhead Stadium
L'Arrowhead Stadium conosciuto anche come The Sea of Red è uno stadio situato a Kansas City, Missouri. Attualmente ospita le partite dei Kansas City Chiefs della NFL, mentre in passato tra il 1996 e il 2007 ha ospitato anche i Kansas City Wizards della MLS.

## Storia
La costruzione dello stadio costò 43 milioni di dollari e venne completata nel 1972. La prima partita giocata in questo stadio ebbe luogo il 12 agosto 1972, e terminò con la vittoria dei Chiefs per 24-14 contro i St. Louis Cardinals. Sempre nella stagione 1972 fu segnato il record di spettatori: 82.094 persone assistettero alla sfida con gli Oakland Raiders del 5 novembre.
Il 20 gennaio 1974 lo stadio ospitò il Pro Bowl. A causa di una tempesta di neve e temperature bassissime nella settimana precedente alla partita, i giocatori si allenarono nelle strutture dei San Diego Chargers; grazie a un leggero aumento delle temperature il giorno della partita, si sciolse gran parte della neve e ghiaccio accumulati, e il Pro Bowl si svolse regolarmente.
Il 3 ottobre 2007 iniziò la ristrutturazione dello stadio, che si completò nella stagione regolare 2010 per un costo totale di 375 milioni di dollari.
Il 29 settembre del 2014 durante un Monday Night contro i New England Patriots, lo stadio ha conquistato il Guinness dei Primati per il più forte frastuono del pubblico in una arena all'aperto, con 142,2 decibel.